# Báscones de Ojeda
Báscones de Ojeda es un municipio y localidad en la comarca de Boedo-Ojeda de la provincia de Palencia, comunidad autónoma de Castilla y León, España. El pueblo está situado en la parte alta del río Boedo que divide al pueblo en dos barrios. 

## Geografía

### Ubicación
Báscones de Ojeda se encuentra en la provincia de Palencia, a 84 km al norte de su capital, en la comunidad autónoma española de Castilla y León. Las coordenadas de la localidad son latitud 42°40′12″ N y longitud: 4°31′37″ O. Su término municipal se extiende a lo largo de un área de 18,56 km² y está situada a una altitud de 963 metros sobre el nivel del mar.
Aunque su nombre es Báscones de Ojeda, se encuentra en el valle del Boedo que debe su nombre al río Boedo, limitado por el río al oeste y por el arroyo de la Valdontina a la izquierda. Se asienta en una zona más bien plana, en ligera pendiente hacia el monte.
Se puede acceder por dos vías pertenecientes a la Red de carreteras de Castilla y León: a través de la P-223, carretera transversal al valle del Boedo que comunica La Puebla de Valdavia con Alar del Rey, o mediante la carretera P-233 que circula paralela al río Boedo y que une la carretera P-230 a la altura de Sotobañado y Priorato con Báscones de Ojeda.

### Localidades limítrofes
| Noroeste La Puebla de Valdavia  | Norte La Puebla de Valdavia El Indiviso (Olmos de Ojeda) | Noreste El Indiviso (Olmos de Ojeda)        |
| Oeste Buenavista de Valdavia    |                                                          | Este Micieces de Ojeda                      |
| Suroeste Buenavista de Valdavia | Sur Revilla de Collazos                                  | Sureste Oteros de Boedo (Collazos de Boedo) |

### Orografía
Orográficamente, Báscones de Ojeda se encuentra en un territorio de transición entre las meseta castellana, al sur, y la Cordillera Cantábrica, al norte. El punto de mayor altitud está en el alto de Valdelarraya, con 1083 m s. n. m. y el de menor altitud en Los Arenales, con 953 m s. n. m., donde el río Boedo sale del término municipal de Báscones de Ojeda y entra en el término municipal de Revilla de Collazos. El Instituto Geográfico Nacional identifica dos Vértices Geodésicos dentro del término municipal de Báscones de Ojeda: el Vértice Geodésico de Matarregada, a 1077,78 m s. n. m. y el Vértice Geodésico de Fuentecañita, a 1092,67 m s. n. m., si bien este último se encuentra en El Indiviso, que pertenece al término municipal de Olmos de Ojeda.
El relieve está dominado por el paisaje ondulado que conforma el Valle del Boedo, por el que discurre el río que le da nombre, disfrutando de fértiles vegas en ambas riberas del río, y donde abundan los cultivos de regadío, plantaciones de chopos y vegetación arbustiva. El resto del paisaje está definido por suaves ondulaciones del terreno que forman pequeños valles por los que fluyen numerosos arroyos, siendo los más importantes los del Valle Robledo, Valle de las Pilas, Valdeladinos, Matalobera, Valdontina, Bostal y Valdefuentes, confluyendo todos hacia el Valle del Boedo. Abundan los cultivos de cereales, con amplias zonas boscosas de pinos y robles.

### Hidrografía
Las aguas que surcan el término municipal de Báscones de Ojeda se sitúan dentro de la Cuenca Hidrográfica del Duero y son gestionadas por la Confederación Hidrográfica del Duero. El río Boedo atraviesa el término municipal de Báscones de Ojeda desde el noroeste, procedente de Boedo de Castrejón, saliendo por el sureste en dirección a Revilla de Collazos. Los arroyos del Valle Robledo, Valdeladinos, Matalobera, Valdontina y Bostal vierten sus aguas por la margen izquierda del río Boedo. El arroyo de Valdefuentes vierte sus aguas por la margen derecha y sirve de frontera con el término municipal de Revilla de Collazos.

### Clima
Báscones de Ojeda tiene un clima mediterráneo continentalizado, con inviernos largos y fríos y veranos cortos y calurosos pero con los tres o cuatro meses de aridez estival característicos del clima mediterráneo. Según la clasificación climática de Köppen-Geiger, Báscones de Ojeda se encuadra en una zona de transición entre las variantes Csb y Cfb, con la media del mes más cálido por debajo de los 22 °C pero superior a los 10 °C durante cinco o más meses. Según la clasificación de la Agencia Estatal de Meteorología (AEMET), Báscones de Ojeda se encuentra en una zona de avisos correspondiente a la Cordillera Cantábrica de Palencia.
Al igual que en el resto de Castilla y León, en Báscones de Ojeda el frío se extiende de forma casi continuada durante gran parte del año, siendo un elemento bien característico de su clima. Los periodos más fríos del invierno se asocian a invasiones de un frente polar continental y a coladas de aire ártico marino. Asimismo, situaciones de anticiclón motivan persistentes nieblas, creando situaciones de frío prolongadas por procesos de radiación. Son típicas las "olas de frío" intenso de los meses centrales del invierno, que es cuando se producen las temperaturas mínimas más extremas.
La orografía en la que se encuentra Báscones de Ojeda tiene un impacto fundamental en su clima: La elevada altitud de la localidad acentúa el contraste entre las temperaturas del invierno y el verano, así como las del día y la noche. Igualmente, debido a la barrera montañosa que forma la Cordillera Cantábrica, los vientos marítimos quedan frenados, deteniendo de ese modo las precipitaciones.

## Historia
Los orígenes de Báscones de Ojeda se remontan a los tiempos de la Reconquista y repoblación con gentes venidas de Vasconia o del Reino de Navarra, dando origen a su nombre. Los vascones se instalaron en el siglo IX en tierras reconquistadas, existiendo en varias provincias españolas topónimos de ese lexema.
En 1345 D. Vasco Fernandes de Toledo, Obispo de la diócesis de Palencia entre los años 1344 y 1352, mandó hacer el Libro Becerro de los beneficios de la Diócesis, donde se hace referencia a la "eglesia de sanct Bartolomé" situada en "Váscones" como perteneciente al "Arciprestadgo de Ogeda".
| En Váscones en la eglesia de sanct Bartolomé deue auer vn preste, vn gradero, que son con la media ración del cura dos raciones menos tercia. e los diezmos deste lugar pártense en esta manera e aquí non ay otra estimación de préstamos |

En el Becerro de las Behetrías de Castilla, ordenado por el rey Pedro I de Castilla y realizado entre los años 1350 y 1366, aparece incluido dentro de la Merindad de Monzón y citado como "Vascones", vinculándolo al Monasterio de San Andrés de Arroyo y a la iglesia de Santa Eufemia de Cozuelos.
| VASCONES en el obispado de palenzia. Este logar es solariego e ha y la abbadesa de sant andres de arroyo cinco vasallos e la comendadora de santa eufemia siete vasallos. |

A lo largo de diversos siglos el Señorío de Báscones de Ojeda fue compartido entre la abadía del Monasterio de San Andrés de Arroyo y la casa ducal de Frías. Tradicionalmente se ha venido contando que en Báscones de Ojeda existieron en su día unas ventas denominadas de San Bartolomé, en las que pasaban la noche los arrieros que trajinaban con sus mercerías por las comarcas del Boedo y la Ojeda.
En 1768 el conde de Aranda, presidente del Consejo de Castilla, da las órdenes oportunas para que se inicien los trabajos encaminados a averiguar la verdadera población en España según los sexos y las edades. La realización del censo del conde de Aranda, que es considerado como el primer censo moderno realizado en Europa. se encomendó a los obispos, que recibieron instrucciones para recoger, a través de los párrocos de sus respectivas diócesis, los datos requeridos de los diferentes lugares de las mismas; en una tabla de doble entrada se debía resumir la población de acuerdo con seis grupos de edad, el sexo y el estado civil. Báscones aparece incluido como Lugar dentro del Obispado de Palencia y perteneciente al Corregimiento de Herrera, con una población total de 320 habitantes.
|                                         |                                         | Párvulos hasta 7 años                   | Párvulos hasta 7 años                   | Medianos de 7 a 16 años                                                                       | Medianos de 7 a 16 años                                                                       | Mayores desde 16 a 25 años                                                                    | Mayores desde 16 a 25 años                                                                    | Mayores desde 25 a 40 años                                                                    | Mayores desde 25 a 40 años                                                                    | Mayores desde 40 a 50 años                                                                    | Mayores desde 40 a 50 años                                                                    | Mayores desde 50 años                                                                         | Mayores desde 50 años                                                                         | Total                                                                                         | Total                                                                                         | Esentos                                                                                       | Esentos                                                                                       | Esentos                                                                                       | Esentos                                                                                       | Esentos                                                                                       |
| --------------------------------------- | --------------------------------------- | --------------------------------------- | --------------------------------------- | --------------------------------------------------------------------------------------------- | --------------------------------------------------------------------------------------------- | --------------------------------------------------------------------------------------------- | --------------------------------------------------------------------------------------------- | --------------------------------------------------------------------------------------------- | --------------------------------------------------------------------------------------------- | --------------------------------------------------------------------------------------------- | --------------------------------------------------------------------------------------------- | --------------------------------------------------------------------------------------------- | --------------------------------------------------------------------------------------------- | --------------------------------------------------------------------------------------------- | --------------------------------------------------------------------------------------------- | --------------------------------------------------------------------------------------------- | --------------------------------------------------------------------------------------------- | --------------------------------------------------------------------------------------------- | --------------------------------------------------------------------------------------------- | --------------------------------------------------------------------------------------------- |
|                                         |                                         | Varones                                 | Hembras                                 | Varones                                                                                       | Hembras                                                                                       | Varones                                                                                       | Hembras                                                                                       | Varones                                                                                       | Hembras                                                                                       | Varones                                                                                       | Hembras                                                                                       | Varones                                                                                       | Hembras                                                                                       | Varones                                                                                       | Hembras                                                                                       | Hidalguía                                                                                     | Real Servicio                                                                                 | Real Hacienda                                                                                 | Cruzada                                                                                       | La Inquisición                                                                                |
|                                         | Casados                                 | -                                       | -                                       | -                                                                                             | -                                                                                             | -                                                                                             | 4                                                                                             | 28                                                                                            | 24                                                                                            | 15                                                                                            | 12                                                                                            | 18                                                                                            | 21                                                                                            | 61                                                                                            | 61                                                                                            |                                                                                               |                                                                                               |                                                                                               |                                                                                               |                                                                                               |
|                                         | Solteros                                | 47                                      | 36                                      | 31                                                                                            | 31                                                                                            | 21                                                                                            | 25                                                                                            | 4                                                                                             | -                                                                                             | 1                                                                                             | -                                                                                             | -                                                                                             | 2                                                                                             | 104                                                                                           | 94                                                                                            |                                                                                               |                                                                                               |                                                                                               |                                                                                               |                                                                                               |
| 320                                     | Total                                   | 47                                      | 36                                      | 31                                                                                            | 31                                                                                            | 21                                                                                            | 29                                                                                            | 32                                                                                            | 24                                                                                            | 16                                                                                            | 12                                                                                            | 18                                                                                            | 23                                                                                            | 165                                                                                           | 155                                                                                           |                                                                                               | 1                                                                                             |                                                                                               |                                                                                               |                                                                                               |
| I Eclesiásticos y Sirvientes de Iglesia | I Eclesiásticos y Sirvientes de Iglesia | I Eclesiásticos y Sirvientes de Iglesia | I Eclesiásticos y Sirvientes de Iglesia | 1 Beneficiado, 1 Capellán, 1 Sacristán. [no legible] y el Cura en 1768 y la rubrica el obispo | 1 Beneficiado, 1 Capellán, 1 Sacristán. [no legible] y el Cura en 1768 y la rubrica el obispo | 1 Beneficiado, 1 Capellán, 1 Sacristán. [no legible] y el Cura en 1768 y la rubrica el obispo | 1 Beneficiado, 1 Capellán, 1 Sacristán. [no legible] y el Cura en 1768 y la rubrica el obispo | 1 Beneficiado, 1 Capellán, 1 Sacristán. [no legible] y el Cura en 1768 y la rubrica el obispo | 1 Beneficiado, 1 Capellán, 1 Sacristán. [no legible] y el Cura en 1768 y la rubrica el obispo | 1 Beneficiado, 1 Capellán, 1 Sacristán. [no legible] y el Cura en 1768 y la rubrica el obispo | 1 Beneficiado, 1 Capellán, 1 Sacristán. [no legible] y el Cura en 1768 y la rubrica el obispo | 1 Beneficiado, 1 Capellán, 1 Sacristán. [no legible] y el Cura en 1768 y la rubrica el obispo | 1 Beneficiado, 1 Capellán, 1 Sacristán. [no legible] y el Cura en 1768 y la rubrica el obispo | 1 Beneficiado, 1 Capellán, 1 Sacristán. [no legible] y el Cura en 1768 y la rubrica el obispo | 1 Beneficiado, 1 Capellán, 1 Sacristán. [no legible] y el Cura en 1768 y la rubrica el obispo | 1 Beneficiado, 1 Capellán, 1 Sacristán. [no legible] y el Cura en 1768 y la rubrica el obispo | 1 Beneficiado, 1 Capellán, 1 Sacristán. [no legible] y el Cura en 1768 y la rubrica el obispo | 1 Beneficiado, 1 Capellán, 1 Sacristán. [no legible] y el Cura en 1768 y la rubrica el obispo | 1 Beneficiado, 1 Capellán, 1 Sacristán. [no legible] y el Cura en 1768 y la rubrica el obispo | 1 Beneficiado, 1 Capellán, 1 Sacristán. [no legible] y el Cura en 1768 y la rubrica el obispo |

Pocos años después, en 1787 se realizó el censo de Floridablanca bajo la dirección del conde de Floridablanca, con una finalidad primordialmente demográfica y económica y no fiscal. Es uno de los primeros censos realizados siguiendo técnicas estadísticas modernas, donde la información se recoge por individuos y no por vecinos y su objetivo no es sólo conocer el número de habitantes sino también sus características: sexo, profesión, edad y estado civil. Se realiza mediante visitas a los pueblos por parte de la autoridad competente y se prohíbe hacer públicos los datos individuales. En él se recogen también otros datos como número de hospitales, casas de religión, de reclusión, etc, y se sigue una división civil del territorio: Provincias e Intendencias de España y sus islas (incluidas Orán, Ceuta y Presidios menores de Alhucemas y el Peñón). En este censo Báscones de Ojeda aparece reflejado con 335 habitantes con la siguiente distribución de su población por edad, sexo y estado civil.
|     |          | Párvulos hasta 7 años | Párvulos hasta 7 años | Medianos de 7 a 16 años | Medianos de 7 a 16 años | Mayores desde 16 a 25 años | Mayores desde 16 a 25 años | Mayores desde 25 a 40 años | Mayores desde 25 a 40 años | Mayores desde 40 a 50 años | Mayores desde 40 a 50 años | Mayores desde 50 años | Mayores desde 50 años | Total   | Total   |
| --- | -------- | --------------------- | --------------------- | ----------------------- | ----------------------- | -------------------------- | -------------------------- | -------------------------- | -------------------------- | -------------------------- | -------------------------- | --------------------- | --------------------- | ------- | ------- |
|     |          | Varones               | Hembras               | Varones                 | Hembras                 | Varones                    | Hembras                    | Varones                    | Hembras                    | Varones                    | Hembras                    | Varones               | Hembras               | Varones | Hembras |
|     | Solteros | 61                    | 57                    | 27                      | 30                      | 19                         | 20                         | 0                          | 0                          | 0                          | 0                          | 0                     | 0                     | 107     | 107     |
|     | Casados  | 0                     | 0                     | 0                       | 0                       | 16                         | 16                         | 14                         | 14                         | 12                         | 12                         | 10                    | 10                    | 52      | 52      |
|     | Viudos   |                       |                       |                         |                         |                            |                            |                            |                            |                            |                            | 5                     | 12                    | 5       | 12      |
| 335 | Total    | 61                    | 57                    | 27                      | 30                      | 35                         | 36                         | 14                         | 14                         | 12                         | 12                         | 15                    | 22                    | 164     | 171     |

En 1829 Sebastián Miñano completa el Diccionario geográfico-estadístico de España y Portugal donde describe a "Báscones de la Ojeda" como una localidad de la provincia y obispado de Palencia con 468 habitantes y 1 párroco, perteneciente al partido de Carrión y distante de éste 6 leguas. El autor lo sitúa en el Valle de Ojeda, al que se refiere como un valle casi cerrado, pasando por medio del lugar el río Buedo, originado de dos fuentes. Desde el punto de vista productivo, destaca la producción de trigo, centeno, cebada, lino y "yerba", contando con una fábrica de lienzo ordinario.
En 1846 el Diccionario geográfico-estadístico-histórico de España y sus posesiones de Ultramar de Pascual Madoz describe Báscones de Ojeda como una localidad de 281 habitantes con ayuntamiento en la provincia y diócesis de Palencia, ciudad de la cual distaba 14 leguas, perteneciente al partido judicial de Saldaña (distante 4 leguas y media) y con audiencia territorial y capitanía general de Valladolid, a 22 leguas de distancia. Este diccionario situaba la localidad en un estrecho valle, con buena ventilación, e indicando que el clima no era muy sano a causa de "la mucha humedad que produce bastantes enfermedades" (sic) Enumera sus construcciones, estableciendo que existían 70 casas, el ayuntamiento, "que también sirve de carcel"; una escuela de primeras letras para 40 alumnos; una iglesia parroquial bajo la advocación de san Bartolomé, "servida por un cura párroco de provisión del diocesano en patrimoniales"; un cementerio al norte del pueblo construido en el lugar que anteriormente había ocupado una ermita, y varias fuentes de muy buenas aguas que surtían a los habitantes. Describe el terreno como de ínfima calidad y cita la existencia de chopos y sauces, y monte de brezo, roble, matorral bajo y urz, cuya raíz servía para el carbón de fragua. En la descripción se incluye que la localidad está bañada por las aguas del río "Buedo" (sic) que divide la población en 2 barrios, introduciéndose en sus avenidas en las calles y hasta en las casas; sobre él hay un pequeño puente para el servicio de los vecinos. Las comunicaciones se llevaban a cabo de pueblo a pueblo a través de caminos de herradura, y la correspondencia se recibía en Herrera de Pisuerga. En cuanto a los recursos agrícolas, ganaderos y cinegéticos establece que se producía "centeno, muy poco trigo, menos cebada, algunas legumbres y bastante lino; ganado lanar, cabrío, vacuno y caballar; caza de liebres, perdices, codornices, alguno que otro jabalí y muchos zorros y lobos, y pesca de truchas, bermejas, cangrejos y lampreas". En aquel momento, la industria consistía en 3 o 4 pequeños molinos harineros de particulares,otro de propios y uno de aceite de linaza que pertenecía al sacristán, de tal manera que casi todos su habitantes se dedicaban a la preparación del lino, del que fabricaban lienzos que después se vendían en Valladolid, Palencia, Burgos y otros puntos.

## Geografía humana

### Demografía
Cuenta con una población de 133 habitantes (INE 2024).
| Gráfica de evolución demográfica de Báscones de Ojeda entre 1842 y 2021                                               |
| |
| Población de derecho según los censos de población del INE. Población de hecho según los censos de población del INE. |

| 1900 | 1910 | 1920 | 1930 | 1940 | 1950 | 1960 | 1970 | 1981 | 1991 | 2001 | 2010 | 2016 |
| 279  | 326  | 368  | 400  | 413  | 467  | 475  | 390  | 245  | 198  | 205  | 173  | 147  |

## Administración y política
Báscones de Ojeda se encuentra en la provincia de Palencia, dentro de la comunidad autónoma de Castilla y León.
La administración política se realiza a través de su ayuntamiento de gestión democrática cuyos componentes se eligen cada cuatro años por sufragio universal. El censo electoral está compuesto por todos los residentes empadronados en la localidad, que cumplan los requisitos de ser mayores de 18 años y nacionales de España y de los otros países miembros de la Unión Europea. Según lo dispuesto en la Ley del Régimen Electoral General, que establece el número de concejales elegibles en función de la población del municipio, la corporación municipal está formada por 5 concejales.
| ELECCIONES MUNICIPALES | POBLACIÓN (habitantes) | CENSO ELECTORAL (personas) | PARTICIPACIÓN (%) | ABSTENCIÓN (%) | CONCEJALES                                               | ALCALDE                  |
| ---------------------- | ---------------------- | -------------------------- | ----------------- | -------------- | -------------------------------------------------------- | ------------------------ |
| Abril 1979             | 372                    | 320                        | 36,25%            | 63,75%         | UCD - 7 concejales                                       |                          |
| Mayo 1983              | N/D                    | N/D                        | N/D               | N/D            |                                                          |                          |
| Junio 1987             | 263                    | 211                        | 80,57%            | 19,43%         | AP - 5 concejales PSOE -2 concejales                     |                          |
| Mayo 1991              | 250                    | 203                        | 76,35%            | 23,65%         | PSOE - 4 concejales PP - 1 concejal                      | JUAN BRAVO BARREDA       |
| Mayo 1995              | 209                    | 181                        | 80,66%            | 19,34%         | PP - 3 concejales PSOE - 2 concejales                    | SEGUNDO BÁSCONES BRAVO   |
| Junio 1999             | 224                    | 185                        | 76,22%            | 23,78%         | PP - 4 concejales PSOE - 1 concejal                      | SEGUNDO BÁSCONES BRAVO   |
| Mayo 2003              | 198                    | 179                        | 82,12%            | 17,88%         | PP - 4 concejales PSOE - 1 concejal AIBO* - 0 concejales | SEGUNDO BÁSCONES BRAVO   |
| Mayo 2007              | 193                    | 174                        | 77,59%            | 22,41%         | PP - 4 concejales PSOE - 1 concejal                      | SEGUNDO BÁSCONES BRAVO   |
| Mayo 2011              | 173                    | 151                        | 86,75%            | 13,25%         | PP - 3 concejales PSOE - 2 concejales                    | JOSÉ MARÍA BRAVO MARTÍN  |
| Mayo 2015              | 159                    | 142                        | 83,80%            | 16,20%         | PP - 4 concejales PSOE - 1 concejal                      | JOSÉ MARÍA BRAVO MARTÍN  |
| Mayo 2019              | 143                    | 135                        | 88,64%            | 11,36%         | PP - 4 concejales Cs - 1 concejal                        | JOSÉ MARÍA BRAVO MARTÍN  |
| Mayo 2023              | 134                    | 125                        | 79,20%            | 20,80%         | PP - 4 concejales PSOE - 1 concejal                      | VIRGINIA RUÍZ SAN MARTÍN |

(*) AIBO - Alternativa Independiente Báscones de Ojeda

## Símbolos

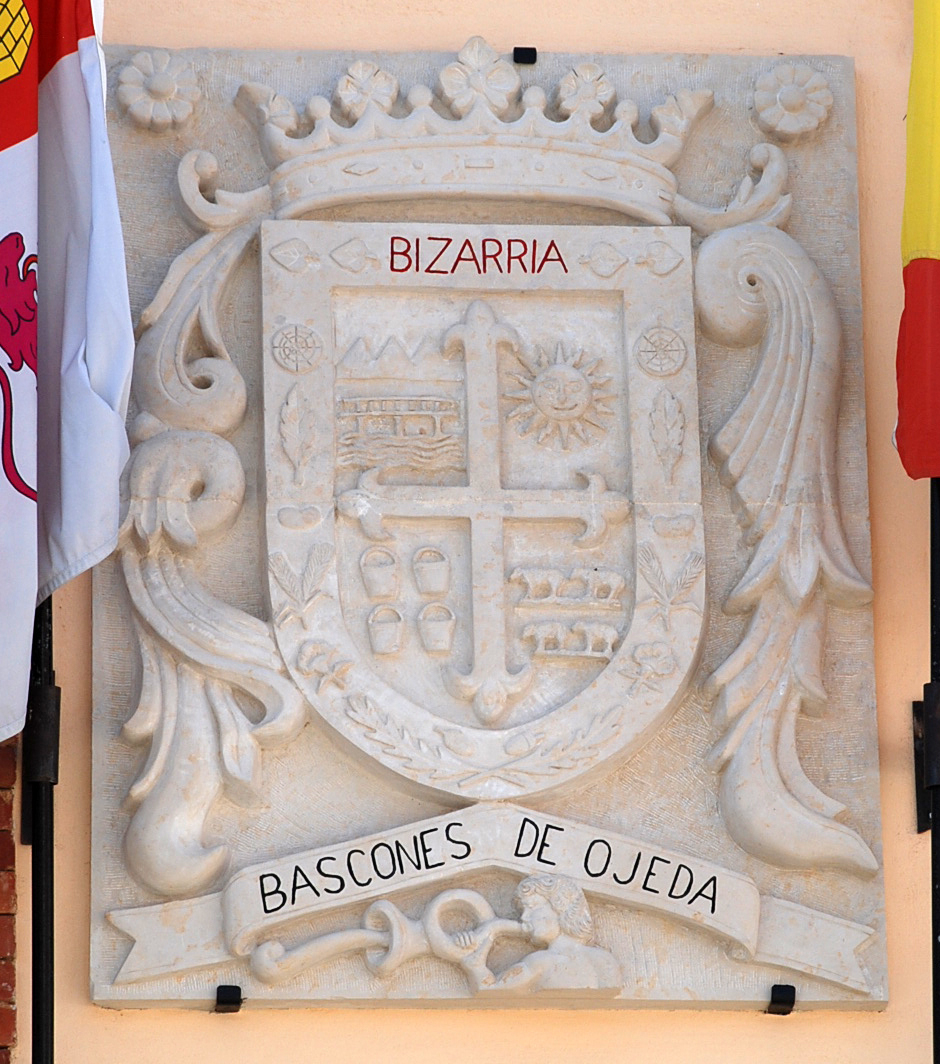
Escudo de Báscones de Ojeda situado en la fachada principal de la Casa Consistorial

La bandera y el escudo de Báscones de Ojeda fueron presentados el 24 de agosto de 2009 aprovechando la celebración del día grande de las fiestas patronales de San Bartolomé.

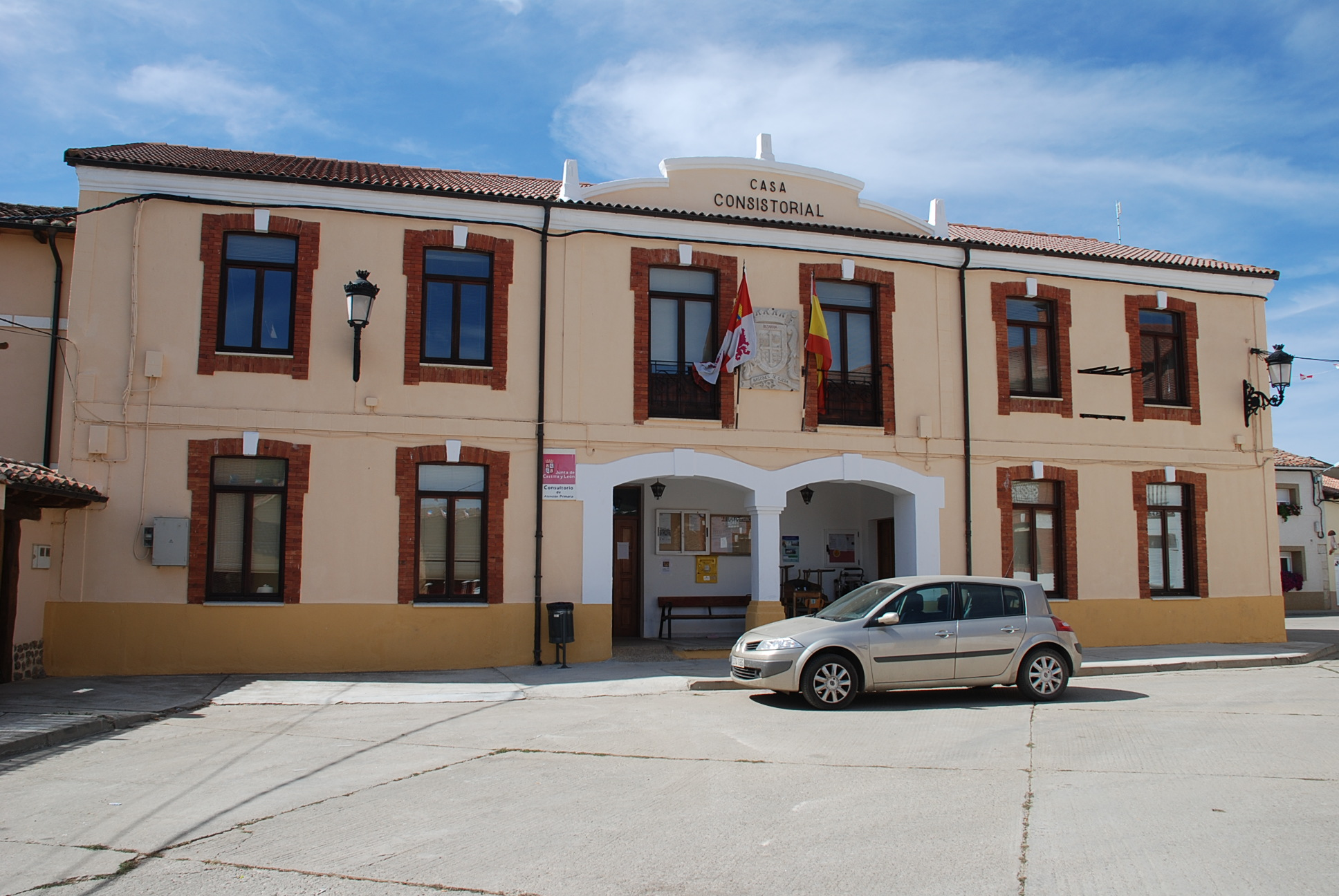
Ayuntamiento

## Patrimonio

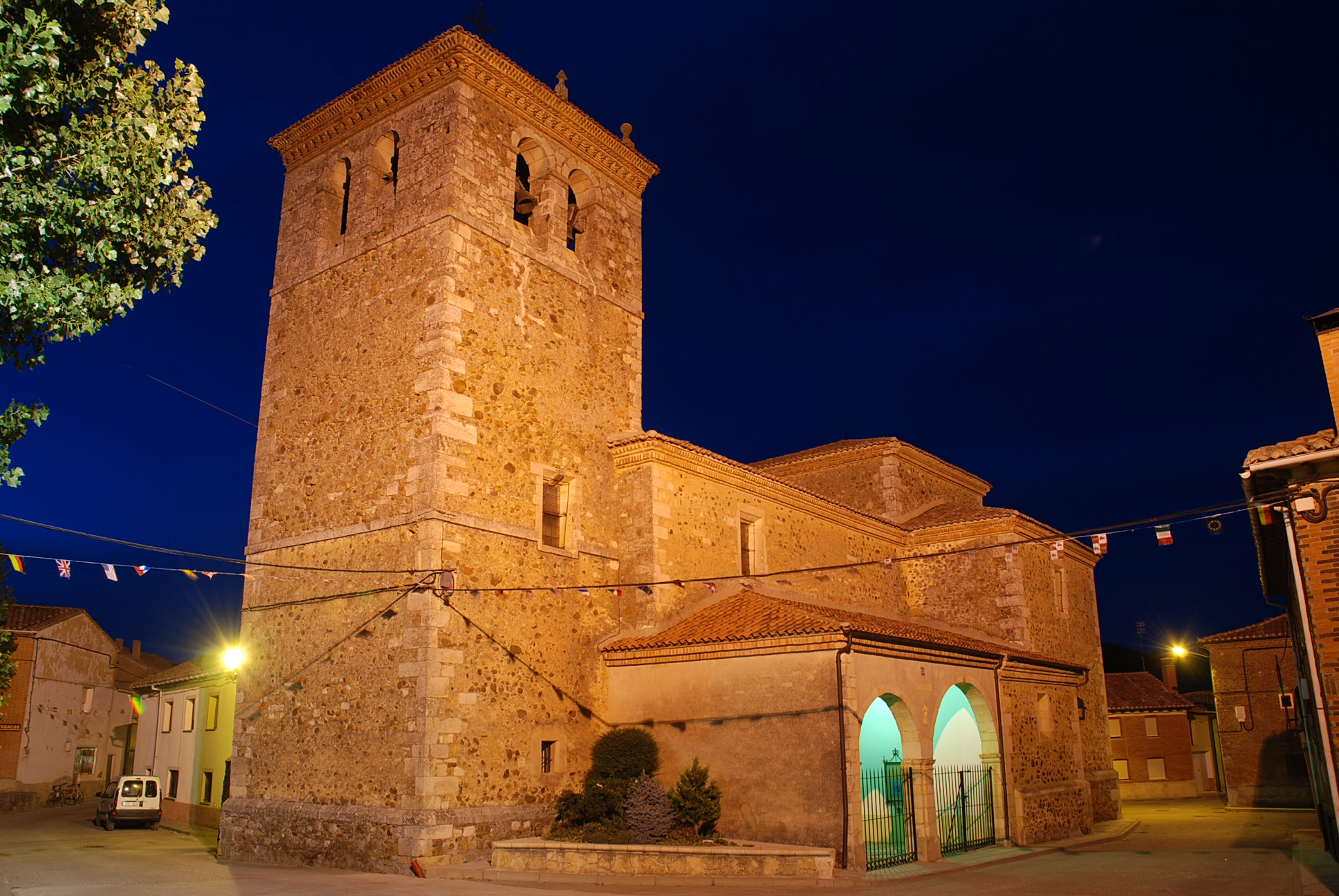
Iglesia de san Bartolomé

### Iglesia de San Bartolomé
La iglesia parroquial, dedicada a San Bartolomé, es de mampostería, consta de una nave dividida en tres tramos que se hallan cubiertos por bóvedas de arista y cúpula ciega y rebajada en el crucero, destacando en su interior una pila bautismal del siglo XVI. Una puerta adintelada de estilo neoclásico y un pórtico se abren en el lado de la Epístola. 
El retablo mayor del Presbiterio es del siglo XVIII con escultura de san Bartolomé (siglo XV), el martirio de ese santo y Cristo, estos dos del siglo XVIII. En el lado del Evangelio, dos retablos; El retablo de la Virgen del Rosario en estilo neoclásico con esculturas de san Antón (siglo XVI), san José con el Niño (siglo XVIII) y Virgen con al Niño (siglo XVI). El otro es del primer tercio del siglo XVII con una escultura de san Roque. En el lado de la Epístola otros dos retablos; un retablo neoclásico con una pintura de la Inmaculada (siglo XVIII) y una escultura de la Magdalena de ese mismo siglo. Además, otro retablo, este rococó, con una pintura de las Ánimas. En la sacristía, esculturas de la Virgen y de san Martín, ambas del siglo XVI.

#### Retablo Mayor (sigloXVIII)[10]
Fue realizado en 1773 por el maestro Eugenio Elices, vecino de Villasarracino, en madera policromada, siguiendo el gusto neoclásico, y reaprovechando elementos de retablos anteriores, policromándolos e incorporando tallas de retablos de la vieja iglesia románica de San Bartolomé, ubicada donde actualmente está el cementerio parroquial y de la cual se conservan restos en la portada.
El retablo está compuesto por un soto banco y dos cuerpos, uno principal y el otro compuesto por ático y adornos laterales. Todo él está distribuido en tres calles separadas por diez columnas reutilizadas y jaspeadas. En la hornacina principal se encuentra un alto relieve que representa el despellejamiento de San Bartolomé apóstol, titular de la parroquia. A ambos lados otro san Bartolomé (siglo XV) y santo Toribio obispo (siglo XVI). 
Toda la arquitectura y tallas fueron repintadas en el siglo XVIII. En la parte superior se muestra a Cristo en la cruz escoltado por dos pequeñas tallas de san Juan y la Virgen Dolorosa procedentes de otro retablo. En el centro, calle principal, parte baja, se ubica el sagrario expositor del santísimo sacramento de la misma época y ricamente dorado, y con finos símbolos eucarísticos portados por ángeles, según doctrina tridentina.

#### Retablo de la Virgen de la Portería (sigloXVIII)[10]
Se trata de un retablo también del siglo XVIII, con un precioso lienzo de la virgen inmaculada con el título de Nuestra Señora de la Portería, (siglo XVIII) devoción muy franciscana y relacionada con las misiones populares. En este retablo está ubicada una talla del siglo XVI, representando a santa María Magdalena procedente de una antigua ermita de la localidad.

#### Retablo de la Virgen del Rosario (sigloXVIII)[10]
Fue realizado en Palencia por Gregorio García en el año 1800 siguiendo modelos neoclásicos. En el ático se ha colocado una cruz devocional con un Cristo pintado del siglo XVII sustituyendo a una talla de escayola sin valor artístico. Este retablo fue el titular de la cofradía de la Virgen del Rosario. Tiene además una preciosa talla de san José con el niño en brazos realizada por el artista palentino Manuel Bahamonde y Pedro Palacio.

#### Retablo de san Roque (sigloXVII)[10]
Este pequeño retablo perteneció a la antigua ermita de la Virgen del Boedo, ubicada donde está actualmente el templo parroquial. Fue realizado a mediados del siglo XVII, siguiendo modelos de comienzos del Barroco con columnas salomónicas. Consta de banco, cuerpo central y ático. Es el retablo más antiguo de la parroquia y contiene una talla de san Roque del siglo XVII.

#### Retablo de la Virgen de las Ánimas (sigloXVIII)[10]
Se trata de un retablo rococó de finales del siglo XVIII. El lienzo, representando a la Virgen del Carmen sacando ánimas del purgatorio, fue realizado por el pintor vallisoletano Anastasio Chicote en 1785, y el marco dorado realizado por el tallista Manuel Prado Cortes, vecino de la ciudad de Herrera de Pisuerga. Este retablo perteneció a la Cofradía de Ánimas, fundada en la antigua parroquia a mediados del siglo XVII, y posteriormente con sede en el actual templo, y realizado para su culto después de haber sido levantado éste en el año 1738.

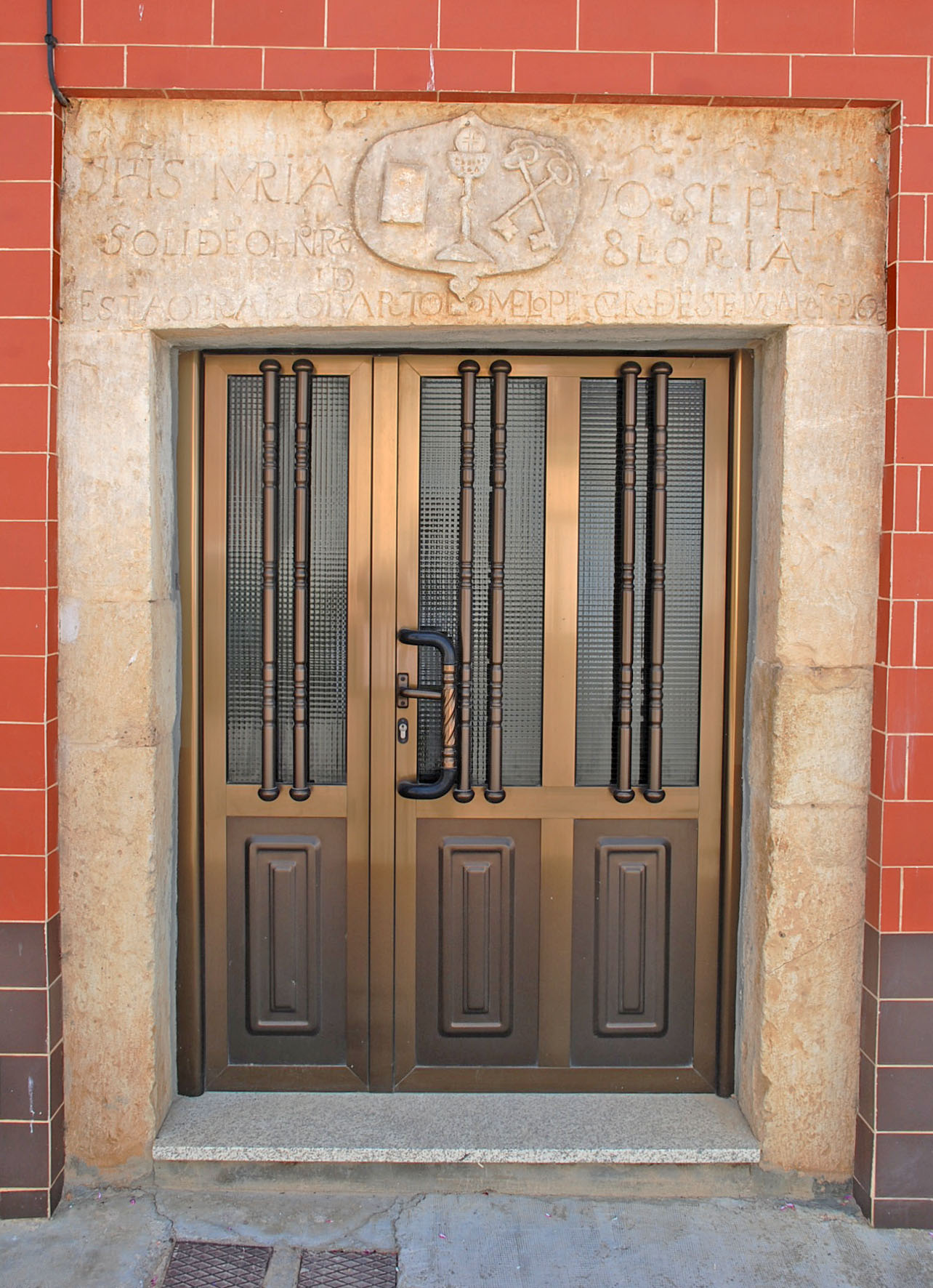
Dintel con la inscripción "Soli Deo Honor et Gloria"

### Soli Deo Honor et Gloria
Sobre el dintel de entrada de una de las casas que se encuentran detrás del ayuntamiento figura la inscripción:
JHS MARIA JOSEPH
SOLIDEO HONOR ET GLORIA
ESTA OBRA ÍZOLA DON BARTOLOMÉ LÓPEZ CURA DE ESTE LUGAR AÑO 1690
Soli Deo gloria es un término en latín que significa solo la gloria a Dios. Ha sido utilizada para indicar que el trabajo fue producido por el bien de alabar a Dios. Su significado es: “Solo a Dios Honor y Gloria”. Esta cita está tomada del Nuevo Testamento (1 Timoteo, 1-17) y es utilizada desde el siglo XVI para proclamar la fe católica en cualquier ámbito, siendo las iglesias el lugar más destacado donde es posible encontrar esta inscripción.

### Restos románicos del cementerio
Dentro de las numerosas muestras de arte románico en Palencia que se pueden encontrar en el norte de la provincia se incluyen unos restos que se encuentran reutilizados en la portada del cementerio, situado sobre una colina que domina la localidad por el este, a unos quinientos metros del núcleo urbano. Estos vestigios del primitivo edificio, que como señala la Estadística ordenada por el Obispo D. Vasco Fernandes de Toledo en el año 1345 estaba dedicado a san Bartolomé (misma advocación de la actual parroquial), aparecen reutilizados a modo de cornisa sobre el dintel de la puerta del cementerio. 
Se trata de nueve dovelas y dos fragmentos de cornisa procedentes de una portada. Los fragmentos mejor decorados se sitúan hacia el exterior del recinto. Son seis piezas de entre 35 y 42 cm de longitud por 20 cm de altura, cuatro de ellas se decoran con cinco fías de billetes y la arista externa con bolas y flores, las dos centrales reciben un friso de hojas lisas sobre las que se disponen acantos que acogen piñas en sus puntas. Entre los acantos se labraron hojas lanceoladas de acusado nervio central. Los restos empotrados hacia el interior del campo santo muestran una dovela de billetes como las descritas, tres molduras con perfil de nácela y dos fragmentos de caveto de cornisa.
La forma curva y el tipo de decoración identifica estas piezas como fragmentos de al menos dos arquivoltas de portada. El seco tratamiento de los vegetales, su esquematismo y antinaturalismo, permite relacionar estos restos con las portadas de San Tirso de Vega de Bur, Arenillas de San Pelayo o Dehesa de Romanos, ejemplos de obras de cronología tardía dentro del siglo XII -desbordando frecuentemente en el siglo XIII- en los que el vocabulario decorativo románico generado por la portada de Moarves de Ojeda se mantuvo, aunque esclerotizado por la mediana pericia de los artífices.

### Molinos de Linaza
Actualmente, en Báscones de Ojeda y próximos a la ribera del Boedo, se conservan dos molinos de linaza magníficamente rehabilitados que aprovechan la fuerza del agua y donde se puede observar el proceso y la infraestructura necesaria para que se lleve a cabo la molienda. Estas dos construcciones se encuentran próximos al pueblo y junto a un bonito parque equipado con bancos, mesas, fuentes y barbacoas. Están instalados en la parte final de un canal artificial de algo más de 2 km de longitud que discurre paralelo al cauce del río Boedo. Este canal, denominado cuérnago, se inicia en una pequeña presa o azud situada en el cauce del río a la altura de La Duerna. Esta presa es una construcción provisional realizada con travesaños de madera que se utiliza para embalsar el agua y elevar su nivel con el objetivo de derivarlo a dicho canal para su posterior aprovechamiento aguas abajo.
Los molinos son dos edificaciones de reducido tamaño cuyo origen se remonta al siglo X. Tuvieron un carácter utilitario y se empleaban para uso doméstico de las familias del pueblo, de ahí que la propiedad de estos molinos fuera compartida por varios agricultores. De acuerdo a la arquitectura tradicional de esta comarca, ambos edificios son de planta cuadrada con cubierta a dos aguas de teja curva árabe en faldones, con puerta y ventanuco que miran aguas abajo. Los muros son de adobe, que es un ladrillo sin cocer efectuado con arcilla y secado al sol, que se suele mezclar con paja, cal, arena o estiércol, para hacerlo más fuerte.
Estos dos molinos, el de arriba y el de abajo, se pueden visitar y en ellos se ha restaurado y conservado la maquinaria básica necesaria para la molienda, así como las presas o pesqueras necesarias para el almacenaje del agua. En su interior es posible apreciar toda la mecánica propia del molino: el torno, la tolva de madera para verter el grano, la muela volandera protegida por un armazón o guardapolvo y bajo la cual esta la rueda de moler picada, es decir con estrías,el contenedor o harinal para recoger la molienda y en un lateral la grúa que ayudaba al molinero a mover y reparar las ruedas.
Debido a que el curso del río Boedo es poco caudaloso e irregular, se instalan molinos hidráulicos de rodezno con eje vertical. Su sistema es el más sencillo, y consta de una rueda horizontal o rodezno de metal en el canal de agua que es movida por la acción del agua, va unida a un eje vertical que a su vez conduce el movimiento a las piedras o muelas situadas en el edificio, consiguiendo finalmente la molienda. Estos dos molinos se han descrito en la colección de libros monográficos sobre arquitectura popular titulados "Construcciones que se van", editados por la Diputación de Palencia en colaboración con la Universidad Popular.

### Museo de madera de Ariski
Museo de tallas de madera de José María Merino Bravo, conocido como ‘Ariski’. Colección de figuras de cedro, roble, sabina o nogal.

### Museo Etnográfico
Colección particular de antiguos aperos de labranza y utensilios domésticos. El museo exhibe reproducciones de los carros que se utilizaban en el campo, miniaturas de utensilios de la matanza y otras labores domésticas, además de curiosidades, como una colección de cajetillas de tabaco, animales disecados o piedras minerales.

## Festividades

### Fiestas patronales de san Bartolomé
- Las fiestas patronales son las de San Bartolomé, el 24 y 25 de agosto. De duración 3 o 4 días, comienza con una pancetada el día 23 e incluye verbena y una "peña" por los jóvenes del pueblo que organizan desde la tasca hasta un bingo.

### Celebración de la Virgen del Boedo
- El tercer fin de semana de agosto se conmemora a la Virgen del Boedo realizándose numerosas pruebas deportivas de ciclismo y atletismo para todas las edades, incluyendo la Carrera de Bici de Montaña Báscones de Ojeda, la Media Maratón Báscones de Ojeda y el Maratón Río Boedo. Ese mismo fin de semana tiene lugar un mercado artesanal y se realiza una tradicional comida gratuita en el parque consistente de paella, tortilla y pastas

### Otras festividades
- El 23 de abril de 2010 se realizó la I feria de exaltación del ajete con un mercado, un concurso de poesía, y una degustación de ajetes de la zona.